# 世包国际中心
世包国际中心(前称亚洲包装大厦)是位于杭州市钱江新城的一座集商业、办公、金融为一体的高层双塔型写字楼。

## 结构
位于清江路、市民街、新塘河合围地块。有两座高楼组成，呈切割钻石造型。两座塔楼高度均为180米，45层，总建筑面积24.5万平方米，总投资约3.5亿美元。其中东塔建筑面积6.8万平方米，主要用于国际酒店和国际公馆；西塔楼建筑面积6.2万平方米，为国际甲级、国家智能化甲级写字楼，主要用于国际组织、国际大公司和大集团总部；裙楼6层，主要用于国际精品商场和国际会所；大楼设有46台电梯和28台自动扶梯，地下3层建筑面积6.3万平方米，主要为车库，设机动车位1088个。双塔顶层各设一个用于国际会所的璀璨厅。

## 历史
2007年8月31日，开工。
2016年，投入使用。